# Untertor (Büdingen)

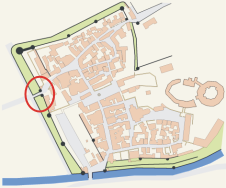
Standort des Tores in der Altstadt

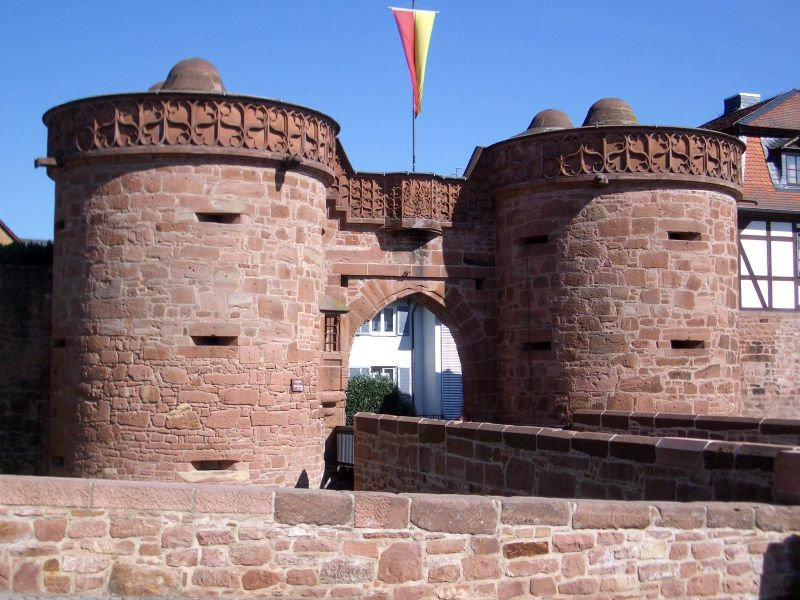
Jerusalemer Tor in Büdingen

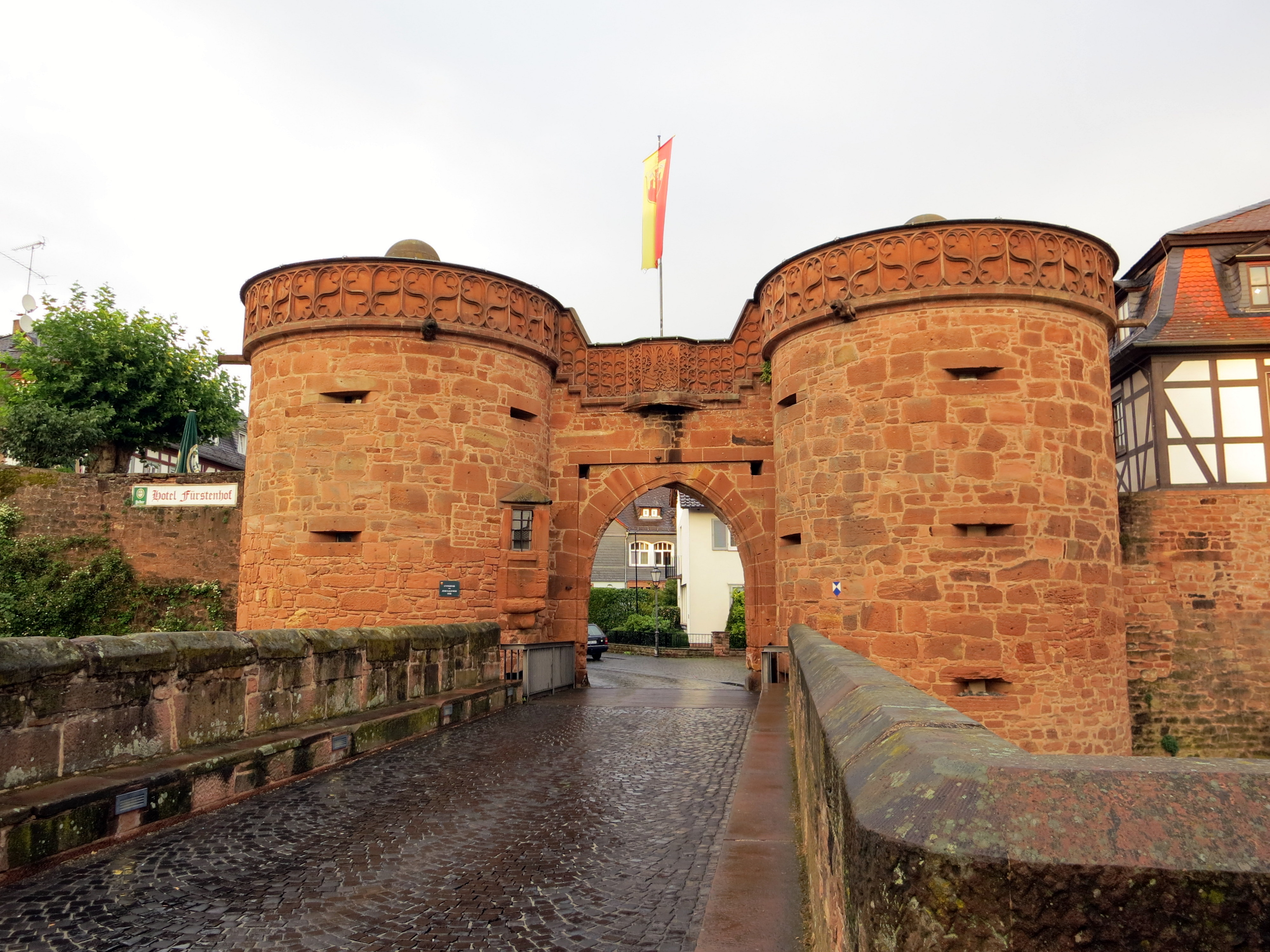
Jerusalemer Tor

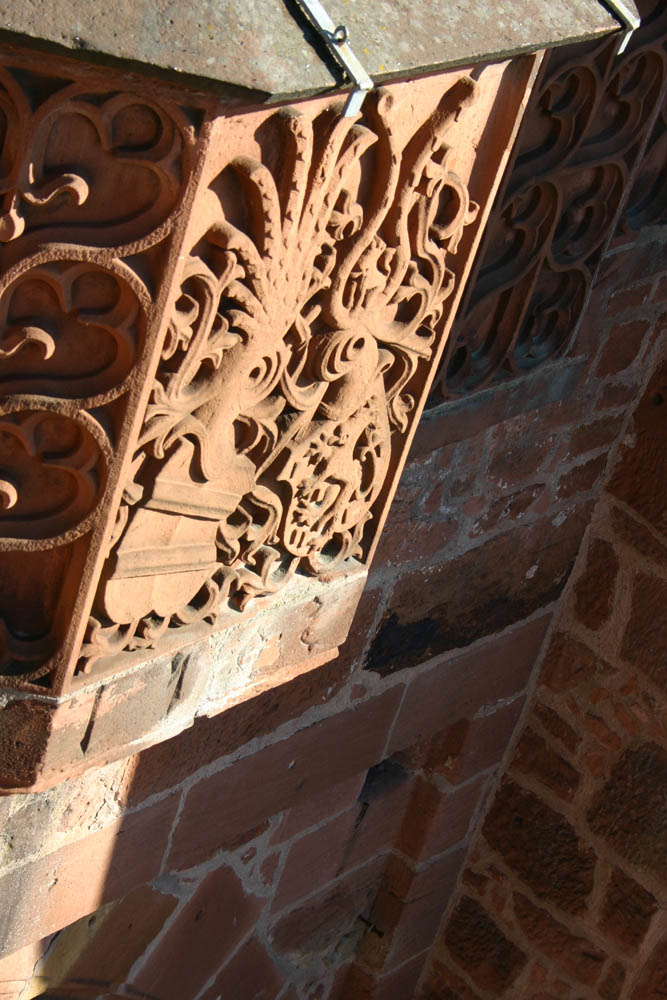
Wappenschilde Ludwig II. und seiner Gemahlin Maria von Nassau

Das Untertor (im Volksmund auch Jerusalemer Tor oder Kreuztor) ist eine mittelalterliche Doppelturmanlage mit Stadttor, das den westlichen Eingang der historischen Altstadt von Büdingen in Hessen in Deutschland bildet. Als markantestes Bauwerk stellt es das Wahrzeichen der Stadt dar. Die Gesamtanlage der Büdinger Altstadt gilt als geschütztes Kulturgut entsprechend der Haager Konvention zum Schutz von Kulturgut bei bewaffneten Konflikten.
Beachtenswert ist das Fischblasenmaßwerk der Brüstungsfelder und der Wasserspeier in Löwenform. Den Senkschartenerker ziert ein Allianzwappen von Ludwig II. zu Ysenburg und seiner Gemahlin Maria von Nassau. Einzigartig sind die vier Steinkuppeln als Abdeckung der Turm- und Treppenanlagen.

## Das Bauwerk
Der äußere Durchmesser eines Turmes beträgt im mittleren Geschoss 3,90 Meter, die Mauerstärke variiert zwischen 1,60 Meter im unteren Geschoss und 1,20 Meter im oberen der drei Kampfstände. In jeder Etage befinden sich drei Schützenstände, für beide Türme zusammen ergeben sich somit 18 Schießscharten. Zusätzlich konnten auch die Zinnen und der Pecherker über dem Tor mit Schützen besetzt werden. Die Schießscharten liegen nur etwa einen Meter über dem jeweiligen Etagenboden, es wird daher angenommen, dass die Schützen auf einem Stuhl oder Hocker sitzend geschossen haben. Obwohl jede Scharte nur etwa 20 cm hoch und 35 cm breit ist, lag der horizontale Schusswinkel aufgrund der großen Blende bei fast 90 Grad.

## Geschichte
Bereits 1353 verfügte Büdingen über eine Stadtmauer mit mehreren Wehrtürmen und zwei Stadttoren. Da jedoch die Bevölkerungszahlen stiegen und die Mauern auch nicht mehr den Artilleriewaffen späterer Jahre gewachsen waren, beschloss 1476 Graf Ludwig II. von Ysenburg einen weiteren, stärkeren Befestigungsring mit zweischaligen Mauern, mächtigen Wällen und einem Wassergraben zu bauen.
Abgeschlossen wurde der Bau 1503 mit dem neuen Stadttor, dem Untertor. Ursprünglich war dem Tor noch eine Zugbrücke vorgelagert, die sich über einen Wassergraben spannte. Die Brücke ist seit der Sanierung 2003 wieder freigelegt.

### Namensgebung
Nach einer Überlieferung brachte ein Sohn des Grafen den Entwurf des Tores von einer Pilgerreise aus Jerusalem mit, daher auch der Beiname Jerusalemer Tor. Es soll sich um eine Kopie des Schafstores in Jerusalem handeln. 
Eine andere Theorie wird als wahrscheinlicher erachtet: Da Büdingen 1521 schon sehr früh protestantisch wurde, kamen viele Glaubensflüchtlinge wie Hugenotten und Waldenser in die Stadt. Bei ihrer Ankunft vor dem Stadttor knieten sie nieder und beteten. Hier sollen sie auch gesagt haben „…dies ist unser Jerusalem…“.
Der Beiname Jerusalemer Tor wird auch erst seit Mitte des 19. Jahrhunderts verwendet.

## Nutzung
Gebaut wurde das Tor, wie auch die anderen Befestigungsanlagen aus rotem Sandstein, der aus den Büdinger Steinbrüchen gewonnen wurde. Heute beheimaten die beiden Türme das kleine Sandrosen-Museum.
Das Tor wurde mehrfach restauriert, zuletzt in den Jahren 2003/2006.

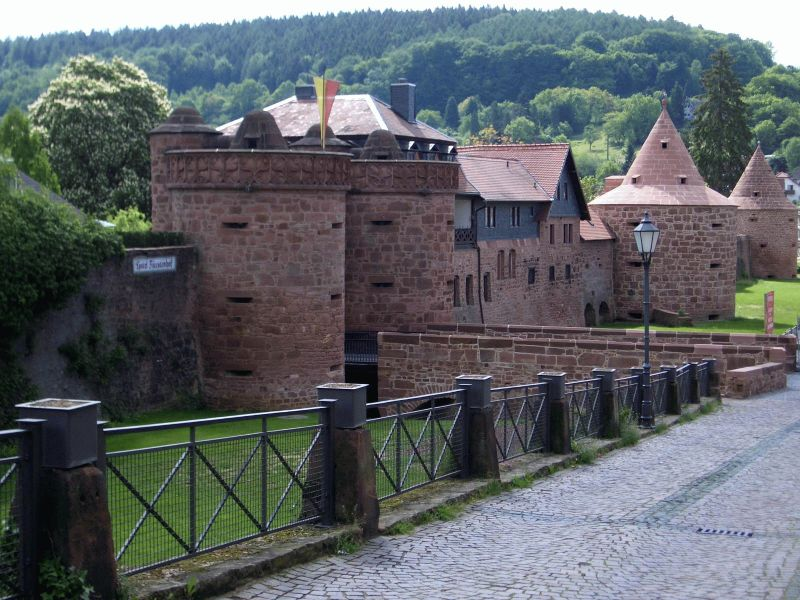
Jerusalemer Tor mit Stadtmauer
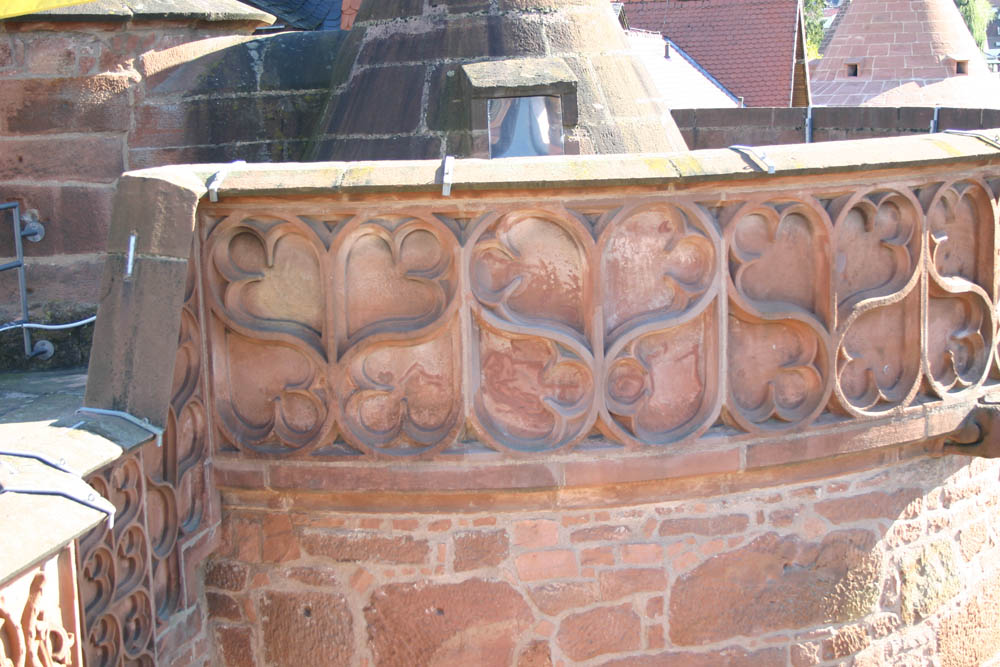
Brüstungsfelder mit Fischblasenmaßwerk
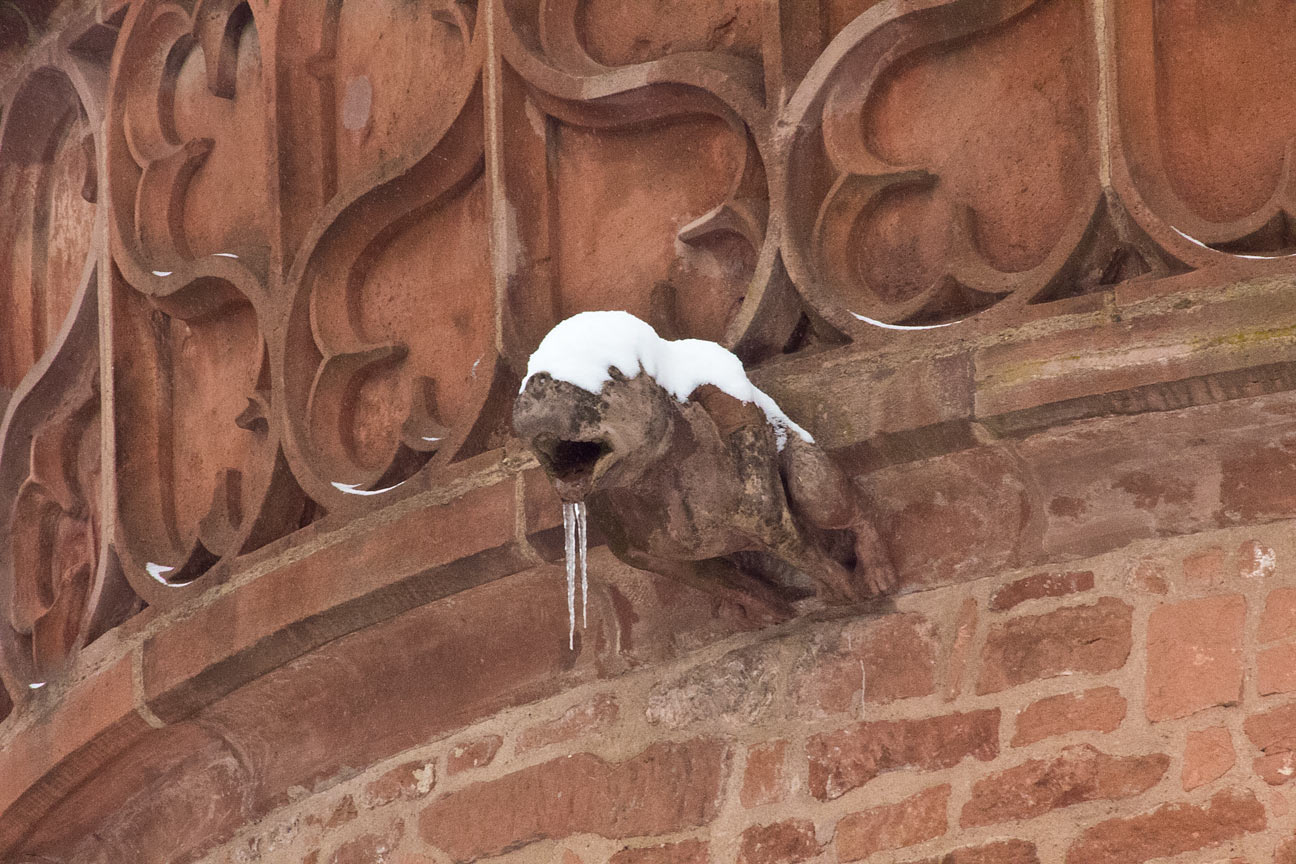
Detail: Wasserspeier im Winter
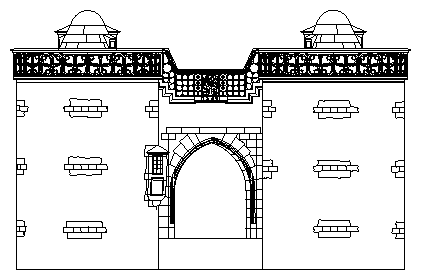
Zeichnung des Untertors